# Bujurquina hophrys
Bujurquina hophrys är en fiskart som beskrevs av Kullander, 1986. Bujurquina hophrys ingår i släktet Bujurquina och familjen Cichlidae. Inga underarter finns listade.